# Међународна унија за чисту и примењену хемију
Међународна унија за чисту и примењену хемију (енгл. International Union for Pure and Applied Chemistry, IUPAC) је међународна, невладина, научна организација која за циљ има напредак хемијских дисциплина. IUPAC је најпризнатији на пољу постављања стандарда у именовању једињења (IUPAC номенклатура). Члан је међународног већа за науке (ISC). IUPAC   је регистрован у Цириху, док је главна администрација, тј. "секретаријат IUPAC-а" , у истраживачком центру Трајангл Парк у САД. На челу администрације IUPAC-a је извршни директор, а то је тренутно Лин Соби.
Идеја о потреби сарадње међу хемичарима света као и усвајања заједничких стандарда релативно је стара. Први у низу оваквих састанака (који уједно и представљају претечу оснивању Уније) одржан је на иницијативу и у организацији Фридриха Кекулеа 1860. године. Ово ће бити први у низу састанака који ће за производ имати усвајање Женевске номенклатуре 1892. која представља први покушај организације номенклатуре органских једињења. Конкретнија претеча Уније, било је Међународно удружење хемијских друштава, које ће на састанку у Паризу 1911. јасно указати на задатке и цињеве деловања оваквог удружења.
Унија је коначно основана 1919. године и чинили су је хемичари како из индустријских тако и из академских кругова. Од тада је Унија знатно порасла. Има 45 националних тела (међу којима је и Србија и Црна Гора) као и 20 националних подружних тела која имају статус посматрача. Унија је унутрашњи организована на неколико одељења: физичка и биофизичка хемија, неорганска хемија, органска и биомолекуларна хемија, полимери, аналитичка хемија, хемија и околина, хемија и здравље људи, и хемијска номенклатура и приказивање структуре. У овим одељењима на добровољној бази ради око 1.200 хемичара широм света. Унија редовно објављује различите публикације претежно везане за номенклатуру и стандарде.
IUPAC је основан као наследник Међународног конгреса примењене хемије ради унапређења хемије. Његови чланови, националне подржавајуће организације, могу бити национална хемијска друштва, националне академије наука или друга тела која представљају хемичаре. Постоје педесет четири националне подржавајуће организације и три придружене националне подржавајуће организације. IUPAC-ов Међуресорски комитет за номенклатуру и симболе ( номенклатура) је признат светски ауторитет у развоју стандарда за именовање хемијских елемената и једињења. Од свог оснивања, IUPAC-ом управљају различити одбори са различитим одговорностима. Ови одбори воде различите пројекте који укључују стандардизацију номенклатуре, проналажење начина да се хемија представи свету, и објављивање радова.
IUPAC је најпознатији по својим радовима који стандардизују номенклатуру у хемији, мада IUPAC има публикације у многим научним областима, укључујући хемију, биологију и физику. Неки важни послови које је IUPAC обавио у овим областима укључују стандардизацију кодних назива секвенце нуклеотидних база; издавање књига за научнике из области животне средине, хемичаре и физичаре; и побољшање научног образовања. IUPAC је такође познат по стандардизацији атомских тежина елемената преко једног од својих најстаријих сталних одбора, Комисије за изотопску заступљеност и атомске тежине (CIAAW).

## Стварање и историја
Потреба за међународним хемијским стандардом први пут је адресирана од стране одбора који је предводио немачки научник Фридрих Аугуст Кекуле фон Штрадониц 1860. године. Овај комитет је био прва међународна конференција која је створила међународни систем именовања органских једињења. Идеје које су формулисане на тој конференцији еволуирале су у званичну | номенклатуру органске хемије. IUPAC представља тековину тог састанка, чинећи га једном од најважнијих историјских међународних колаборација хемијских друштава. Од овог времена, IUPAC је званична организација која је одговорна за ажурирање и одржавање службене органске номенклатуре. IUPAC је као такав основан 1919. Једна значајна земља искључена из овог раног IUPAC-а је Немачка. Немачко искључење било је резултат предрасуда савезничких сила према Немцима након Првог светског рата. Немачка је коначно примљена у IUPAC током 1929. Међутим, нацистичка Немачка је уклоњена из IUPAC-а током Другог светског рата.
Током Другог светског рата, IUPAC је био повезан са савезничким силама, али је имао мало учешћа током самих ратних напора. Након рата, Источна и Западна Немачка поново су примљене у IUPAC 1973. Од Другог светског рата, IUPAC се фокусирао на стандардизацију номенклатуре и метода у науци без прекида.
IUPAC је 2016. осудио употребу хлора као хемијског оружја. Организација је истакла своју забринутост у писму Ахмету Узумцу, директору Организације за забрану хемијског оружја (ОЗХО), у погледу праксе употребе хлора у оружаном сукобу у Сирији, између осталих. У писму се наводи: „Наше организације осуђују употребе хлора на овај начин. Неселективни напади, које је вероватно извршила држава чланица Конвенције о хемијском оружју (CWC), забрињавају хемијске научнике и инжењере широм света, и спремни смо да подржимо вашу мисију имплементације CWC-а.” Према CWC-у, „коришћење, нагомилавање, дистрибуција, развој или складиштење било ког хемијског оружја забрањено је било којој од 192 државе потписнице”.

## Одбори и управљање
Организацијом IUPAC управља неколико одбора који имају различите одговорности. Одбори су следећи: Биро, Одбор CHEMRAWN (енгл. Chem Research Applied to World Needs), Одбор за хемијско образовање, Одбор за хемију и индустрију, Одбор за штампане и електронске публикације, Одбор за оцењивање, Извршни одбор, Одбор за финансије, Интервизијски комитет за терминологију , Номенклатура и симболи, Пројектни одбор, и Уреднички саветодавни одбор за чисту и примењену хемију. Сваки комитет чине чланови различитих националних подржавајућих организација из разних земаља.
Хијерархија управног одбора организације IUPAC је следећа:
- Сви одбори имају одређени буџет којег се морају придржавати.
- Било која комисија може започети пројекат.
- Ако потрошња пројекта постане превелика да би одбор наставио са финансирањем, то питање се мора ставити на увид Пројектном одбору.
- Пројектни одбор повећава буџет или одлучује о спољном плану финансирања.
- Биро и Извршни одбор надгледају рад других одбора.

## Номенклатура
Комитет IUPAC-а има дугу историју званичног именовања органских и неорганских једињења.  номенклатура је развијена тако да се било које једињење може назвати према једном скупу стандардизованих правила како би се избегло дуплирање имена. Прва публикација о  номенклатури органских једињења била је Водич за IUPAC номенклатуру органских једињења 1900. године, која је садржала информације са Међународног конгреса примењене хемије.

### Основни правописи
успоставља правила за усклађен правопис неких хемикалија како би се смањиле разлике међу различитим локалним варијантама на енглеском језику. На пример, они препоручују „алуминијум“ уместо „алуминум“, „sulfur“ уместо „sulphur“ и „caesium“ уместо cesium.

### Органска номенклатура
органска номенклатура има три основна дела: супституенте, дужину угљеничног ланца и хемијски додатак. Супституенти су било које функционалне групе везане за главни ланац угљеника. Главни угљенични ланац је најдужи могући континуирани ланац. Хемијски додатак означава врсту молекула. На пример, завршетак ан означава једноструко везан угљеников ланац, као у „хексану” (C
6H
14).